# エスクデロ競飛王
エスクデロ 競飛王（エスクデロ せるひお、1988年9月1日 - ）は、スペイン・アンダルシア州グラナダ出身のサッカー選手。ポジションはフォワード、ミッドフィールダー。スペイン国籍およびアルゼンチン国籍を保有する。
スペインおよびアルゼンチンでの氏名はセルヒオ・アリエル・エスクデロ（スペイン語: Sergio Ariel Escuder）。日本国籍取得後は姓を先に置いた「エスクデロ・セルヒオ」の登録名でプレーしていたが、2014年より漢字を用いた「エスクデロ競飛王」を使用している。
Kリーグ時代の登録名はエスクデロ（ハングル: 에스쿠데로）。

## 来歴
父親のセルヒオ・エスクデロが浦和レッズでプレーし、引退後にも浦和下部組織の育成に携わったことから、3歳から8歳までを日本で過ごす。その後アルゼンチンへと帰国したが、2000年に再度来日。以後柏レイソル青梅を経て、ジュニアユース、ユースと浦和の下部組織に所属。
2005年4月29日、16歳7ヶ月で浦和のトップチームに登録。同年5月21日のナビスコカップ第3節、対アルビレックス新潟戦において16歳8ヶ月21日でJリーグ公式戦デビュー。9月8日、浦和とプロ契約を締結した。埼玉県の埼玉栄高校（父が同校サッカー部を指導）に在学していたが、浦和入団と同時に退学。
2006年3月29日のナビスコ杯・FC東京戦でJリーグ初ゴール。2007年6月11日に日本国籍を取得。2008年5月15日にフランスで行われたトゥーロン国際大会に向けたU-23日本代表に初選出された。
2009年にフォルカー・フィンケが監督に就任すると、途中出場やスタメンとして出場を重ねるようになり、5月5日の柏レイソル戦でJ1リーグ戦初ゴールを挙げた。
その後は度々負傷で離脱することもあったが、最終的には浦和加入後最多となる公式戦30試合に出場した。
2010年3月6日の開幕戦（鹿島アントラーズ戦）でスタメン出場を果たしたが、その後は度重なる負傷に悩まされ、復帰しては再発と離脱を繰り返し、前年より出場試合数は減ってしまった。ただし、8月21日の湘南ベルマーレ戦、9月25日のアルビレックス新潟戦では追加点、11月27日の川崎フロンターレ戦では試合終盤に同点ゴールを決めた。
2011年は終盤戦まで出場機会に恵まれなかったが、監督が堀孝史に交代後は1トップのFWとして定着。高い身体能力を生かしたプレーで前線の起点になっていたが、11月26日のアビスパ福岡戦の前半に相手GKと接触した際に負傷し途中交代、左半膜様筋損傷と診断され、以降全ての公式戦を欠場した。
2012年は途中交代でリーグ戦1試合に出場するに留まった。同年7月17日、Kリーグ・FCソウルへ期限付き移籍が発表された。移籍後はスタメンを勝ち取り、主力として2年ぶりのリーグ優勝に貢献した。同チームに所属する日本国籍の選手は、前園真聖（当時のチーム名は安養LGチーターズ）以来2人目となる。シーズン終了後の同年12月にFCソウルに完全移籍した。
2013年は背番号を9に変更し、2012年に引き続き主力としてプレー。一時は調子を落としたが監督の崔龍洙からのアドバイスから建て直し、チームの初AFCアジアチャンピオンズリーグ決勝進出に貢献した。決勝では、自身初出場し（浦和レッズ在籍時にチームは決勝に出場したが、ベンチ外だった）1stレグで先制点をあげ、その後逆転を許したがデヤン・ダミヤノヴィッチのゴールをアシストし同点に追いついた。2ndレグでも再びダミヤノヴィッチのゴールをアシストし同点に追いついたが、アウェーゴールの差で優勝は逃した。
2015年2月に中国サッカー・スーパーリーグの江蘇国信舜天足球倶楽部へ移籍。同年は主力として活躍したが、翌年オフに江蘇が行なった大補強の影響を受けて外国人枠から外され、2016年の2月13日に契約解除となった。同年2月24日、京都サンガF.C.へ加入。
2018年7月6日、期限付き移籍により蔚山現代FCへ加入すると発表された。
2020年、栃木SCへ完全移籍。
2021年4月25日、日本サッカー協会選手契約書内第9条1(5)にある「クラブの秩序風紀を乱す行為」があったとして、4月22日付で契約を解除したと発表された。同年5月24日、タイ・リーグ1に昇格したチエンマイ・ユナイテッドFCがエスクデロの加入を発表した。
2022年6月にチエンマイ・ユナイテッドFCを退団。同年9月、エルサルバドル・プリメーラ・ディビシオンのCDアトレティコ・マルテへ移籍した。
2023年5月、オーストラリア・ビクトリア州リーグ1部のバンユール・シティSCへ移籍した。

## 人物
- 元々はアルゼンチンとスペインの2重国籍だった[5]。
- 同じくサッカー選手のダミアン・エスクデロは従兄弟にあたる[14]。
- 日本とアルゼンチンで育ったが、日本の方が長かったため第一言語は日本語である。スペイン語も堪能で、家族との会話はスペイン語を使用する。
- CAベレス・サルスフィエルドのユース時代にニコラス・オタメンディとチームメイトだった。
- 当時チームメイトだった田中マルクス闘莉王のアドバイスから北京オリンピック日本代表に選ばれた際、登録名を漢字表記の競飛王に変更しようとしていたが、選出されず。しかし、いつ何時代表に呼ばれても良い様にスパイクには競飛王の刺繍が入っている。2014年に日本代表になるのが夢という事で登録名を「エスクデロ競飛王」に変更[15]。
- 若手時代はハンバーガーとコーラが大好物であり、体重の増加に苦しんでいたが、自重して体重を絞り込むなどプロ意識を強く持つようになった[16]。
- 2010年8月21日に行われた湘南ベルマーレ戦でゴールを決めた際、喜びのあまりユニフォームをまくり上げ上半身を露出したことでイエローカードを受けてしまった。この時はこれで通算4枚目のイエローカードとなってしまい、累積警告で次節の鹿島アントラーズ戦に出場することができなくなった。
- AFCチャンピオンズリーグ2013決勝の広州恒大足球倶楽部戦2試合で1ゴール・2アシストを決めた。広州監督のマルチェロ・リッピは「彼はアジアナンバーワンだ」とコメントした[17]。
- 2013年12月8日、結婚したことを発表した[18]。

## 所属クラブ
- 1996年 - 2000年  CAベレス・サルスフィエルド[1]
- 2001年 - 2002年  柏レイソル青梅ジュニアユース[1]
- 浦和レッズジュニアユース[1]
- 2004年 - 2005年  浦和レッズユース[1]
- 2005年 - 2012年  浦和レッズ[1]
  - 2012年7月 - 同年12月  FCソウル (期限付き移籍)[1]
- 2013年 - 2015年  FCソウル[1]
- 2015年  江蘇国信舜天足球倶楽部[1]
- 2016年 - 2019年  京都サンガF.C.
  - 2018年7月 - 同年12月  蔚山現代FC (期限付き移籍)
- 2020年 - 2021年4月  栃木SC
- 2021年5月 - 2022年6月  チエンマイ・ユナイテッドFC
- 2022年9月 - 2023年3月  CDアトレティコ・マルテ（スペイン語版）
- 2023年5月 - 同年12月  バンユール・シティSC（英語版）
- 2024年 -  ノース・ジーロング・ウォリアーズFC（英語版）

## 個人成績
| 国内大会個人成績 | 国内大会個人成績 | 国内大会個人成績 | 国内大会個人成績 | 国内大会個人成績 | 国内大会個人成績 | 国内大会個人成績 | 国内大会個人成績 | 国内大会個人成績 | 国内大会個人成績 | 国内大会個人成績 | 国内大会個人成績 |
| 年度             | クラブ           | 背番号           | リーグ           | リーグ戦         | リーグ戦         | リーグ杯         | リーグ杯         | オープン杯       | オープン杯       | 期間通算         | 期間通算         |
| 年度             | クラブ           | 背番号           | リーグ           | 出場             | 得点             | 出場             | 得点             | 出場             | 得点             | 出場             | 得点             |
| 日本             | 日本             | 日本             | 日本             | リーグ戦         | リーグ戦         | リーグ杯         | リーグ杯         | 天皇杯           | 天皇杯           | 期間通算         | 期間通算         |
| ---------------- | ---------------- | ---------------- | ---------------- | ---------------- | ---------------- | ---------------- | ---------------- | ---------------- | ---------------- | ---------------- | ---------------- |
| 2005             | 浦和             | 34               | J1               | 5                | 0                | 2                | 0                | 0                | 0                | 7                | 0                |
| 2006             | 浦和             | 34               | J1               | 1                | 0                | 3                | 1                | 0                | 0                | 4                | 1                |
| 2007             | 浦和             | 15               | J1               | 1                | 0                | 0                | 0                | 0                | 0                | 1                | 0                |
| 2008             | 浦和             | 15               | J1               | 13               | 0                | 1                | 0                | 2                | 1                | 16               | 1                |
| 2009             | 浦和             | 15               | J1               | 23               | 3                | 7                | 1                | 0                | 0                | 30               | 4                |
| 2010             | 浦和             | 15               | J1               | 17               | 3                | 3                | 0                | 2                | 1                | 22               | 4                |
| 2011             | 浦和             | 15               | J1               | 20               | 1                | 6                | 1                | 0                | 0                | 26               | 2                |
| 2012             | 浦和             | 15               | J1               | 1                | 0                | 0                | 0                | -                | -                | 1                | 0                |
| 韓国             | 韓国             | 韓国             | 韓国             | リーグ戦         | リーグ戦         | リーグ杯         | リーグ杯         | FA杯             | FA杯             | 期間通算         | 期間通算         |
| 2012             | ソウル           | 26               | K/Kクラシック    | 20               | 4                | -                | -                | -                | -                | 20               | 4                |
| 2013             | ソウル           | 9                | K/Kクラシック    | 34               | 4                | -                | -                | 3                | 0                | 37               | 4                |
| 2014             | ソウル           | 9                | K/Kクラシック    | 32               | 6                | -                | -                | 5                | 1                | 37               | 7                |
| 中国             | 中国             | 中国             | 中国             | リーグ戦         | リーグ戦         | リーグ杯         | リーグ杯         | FA杯             | FA杯             | 期間通算         | 期間通算         |
| 2015             | 江蘇国信舜天     | 11               | 中国超級         | 29               | 6                | -                | -                | 5                | 0                | 34               | 6                |
| 日本             | 日本             | 日本             | 日本             | リーグ戦         | リーグ戦         | リーグ杯         | リーグ杯         | 天皇杯           | 天皇杯           | 期間通算         | 期間通算         |
| 2016             | 京都             | 10               | J2               | 38               | 5                | -                | -                | 2                | 1                | 40               | 6                |
| 2017             | 京都             | 10               | J2               | 21               | 0                | -                | -                | 1                | 0                | 22               | 0                |
| 2018             | 京都             | 10               | J2               | 15               | 0                | -                | -                | 0                | 0                | 15               | 0                |
| 韓国             | 韓国             | 韓国             | 韓国             | リーグ戦         | リーグ戦         | リーグ杯         | リーグ杯         | FA杯             | FA杯             | 期間通算         | 期間通算         |
| 2018             | 蔚山             | 9                | K1               | 14               | 3                | -                | -                | 4                | 1                | 18               | 4                |
| 日本             | 日本             | 日本             | 日本             | リーグ戦         | リーグ戦         | リーグ杯         | リーグ杯         | 天皇杯           | 天皇杯           | 期間通算         | 期間通算         |
| 2019             | 京都             | 39               | J2               | 12               | 0                | -                | -                | 1                | 0                | 13               | 0                |
| 2020             | 栃木             | 9                | J2               | 30               | 0                | -                | -                | -                | -                | 30               | 0                |
| 2021             | 栃木             | 9                | J2               | 0                | 0                | -                | -                | -                | -                | 0                | 0                |
| 通算             | 日本             | 日本             | J1               | 81               | 7                | 22               | 3                | 4                | 2                | 107              | 12               |
| 通算             | 日本             | 日本             | J2               | 116              | 5                | -                | -                | 4                | 1                | 120              | 6                |
| 通算             | 韓国             | 韓国             | K/Kクラシック    | 100              | 17               | -                | -                | 12               | 2                | 112              | 19               |
| 通算             | 中国             | 中国             | 中国超級         | 29               | 6                | -                | -                | 5                | 0                | 34               | 6                |
| 総通算           | 総通算           | 総通算           | 総通算           | 326              | 35               | 22               | 3                | 25               | 5                | 373              | 43               |

その他の公式戦
- 2016年
  - J1昇格プレーオフ 1試合0得点

| 国際大会個人成績 | 国際大会個人成績 | 国際大会個人成績 | 国際大会個人成績 | 国際大会個人成績 |
| 年度             | クラブ           | 背番号           | 出場             | 得点             |
| AFC              | AFC              | AFC              | ACL              | ACL              |
| ---------------- | ---------------- | ---------------- | ---------------- | ---------------- |
| 2008             | 浦和             | 15               | 1                | 0                |
| 2013             | ソウル           | 9                | 12               | 2                |
| 2014             | ソウル           | 9                | 11               | 2                |
| 通算             | AFC              | AFC              | 24               | 4                |

その他の国際公式戦
- 2015年
  - AFCチャンピオンズリーグ2015 東地区プレーオフ 1試合1得点
- 公式戦初出場： 2005年5月21日 ナビスコカップ第3節 vsアルビレックス新潟戦(埼玉)
- 公式戦初得点： 2006年3月29日 ナビスコカップ vsFC東京戦(駒場)
- Jリーグ初出場： 2005年7月23日 J1第18節 vs清水エスパルス戦（日本平）
- Jリーグ初得点： 2009年5月5日 J1第10節 vs柏レイソル戦（国立）

## 代表歴

### 出場大会
- U-23日本代表
  - 2008年 - 親善試合 カメルーン代表戦[19]

## タイトル

### クラブ
浦和レッズ
- J1リーグ：2006
- 天皇杯全日本サッカー選手権大会：2005, 2006
- スーパーカップ：2006
- AFCチャンピオンズリーグ：2007

FCソウル
- Kリーグ1：2012